# Joaquín Menini

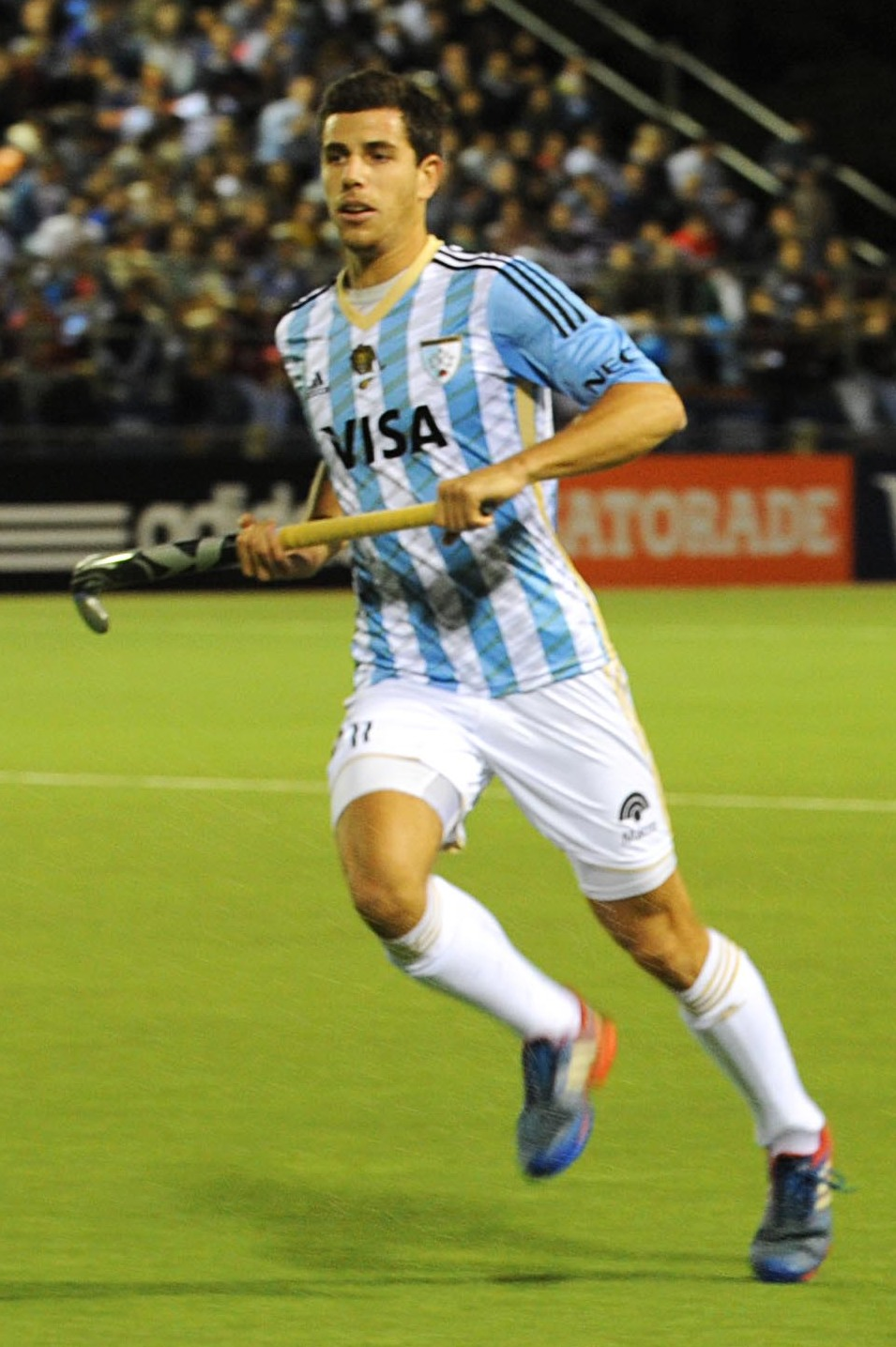
Joaquín Menini (2015)

Joaquín Menini (* 18. August 1991 in Buenos Aires) ist ein ehemaliger argentinischer und späterer spanischer Hockeyspieler. 2016 war er mit der argentinischen Nationalmannschaft Olympiasieger, 2014 Weltmeisterschaftsdritter. Seit 2022 spielt er in der 
spanischen Nationalmannschaft, mit der er 2025 Europameisterschaftsdritter wurde.

## Sportliche Karriere
Joaquín Menini wirkte von 2014 bis 2019 in 115 Länderspielen für Argentinien mit und erzielte 58 Tore. Bei den Südamerikaspielen 2014 in Santiago de Chile siegten die Argentinier im Finale mit 8:1 über die Chilenen. Menini erzielte im Turnierverlauf sechs Treffer. Bei der Weltmeisterschaft 2014 in Den Haag belegten die Argentinier in ihrer Vorrundengruppe den zweiten Platz hinter den Niederländern. Nach einer Halbfinalniederlage gegen die Australier gewannen die Argentinier das Spiel um die Bronzemedaille gegen die englische Mannschaft durch zwei Tore von Matías Paredes mit 2:0. 2015 gewannen die Argentinier im Finale der Panamerikanischen Spiele in Toronto gegen die Kanadier mit 3:0.
Bis 2016 hatten die argentinischen Damen bei Olympischen Spielen zwei Silber- und zwei Bronzemedaillen gewonnen, die beste Platzierung der Herren war bei neun Teilnahmen der achte Platz 1988 und 2000. Bei den Olympischen Spielen in Rio de Janeiro belegten die Argentinier in ihrer Vorrundengruppe den dritten Platz hinter den Niederländern und den Deutschen. Im Viertelfinale bezwangen sie die spanische Mannschaft mit 2:1 und im Halbfinale besiegten sie die Deutschen mit 5:2. Im Finale gegen die belgische Mannschaft siegten die Argentinier mit 4:2 und waren damit Olympiasieger. Menini erzielte seinen einzigen Treffer im Halbfinale gegen die Deutschen. Ende 2018 belegten die Argentinier bei der Weltmeisterschaft in Bhubaneswar den siebten Platz.
Menini begann seine Karriere beim Club Ferrocarril Mitre. 2014 ging er nach Europa zum Club de Campo Villa de Madrid. Ab 2016 spielte er in den Niederlanden, zunächst bei HGC Wassenaar, dann bei HC ’s-Hertogenbosch und ab 2020 bei HC Rotterdam.
Nachdem er 2019 letztmals für Argentinien aufgelaufen war, war Menini ab 2022 für die spanische Nationalmannschaft spielberechtigt. Im Januar 2023 wurde erneut in Bhubaneswar die Weltmeisterschaft 2023 ausgetragen. Nach einem dritten Platz in der Vorrunde erreichten die Spanier mit einem Sieg im Shootout über Malaysia das Viertelfinale und verloren dann mit 3:4 gegen die Australier. Menini war in allen fünf Spielen dabei. Im Sommer 2023 bei der Europameisterschaft in Mönchengladbach wurden die Spanier Sechste. Menini erzielte im ersten und im letzten Spiel jeweils einen Treffer. 2024 bei den Olympischen Spielen in Paris wirkte Menini in allen acht Spielen mit. Die Spanier bezwangen im Viertelfinale die belgische Mannschaft mit 3:2 und wurden Vierte nach Niederlagen gegen die Niederländer im Halbfinale und gegen die Inder im Spiel um Bronze. 2025 bei der Europameisterschaft in Mönchengladbach verloren die Spanier im Halbfinale gegen die deutsche Mannschaft, gewannen aber das Spiel um Bronze gegen die Franzosen. Menini war in allen fünf Spielen dabei.